# Twig (шаблонски систем)
Твиг (енгл. Twig) је шаблонски систем за PHP програмски језик. Синтакса потиче од Џинџа шаблонског система и Ђанго веб фејмворка. Твиг је производ отвореног кода, дистрибуиран под БСД лиценцом који одржава Фабијен Потенције. Творац оригиналне верзије је Армин Ронахер. Симфони 2 PHP фрејмворк долази са подршком за Твиг као његовим подразумеваним шаблонским системом.

## Карактеристике
- сложена контрола тока
- аутоматска излазна секвенца
- наслеђивање шаблона
- филтрирање променљивих
- подршка за i18n (gettext)
- макрои
- у потпуности проширив[3][6]

Твиг подржавају следећа Интегрисанa развојнa окружењa енгл. Integrated Development Environments - IDE:
- Еклипс
- Комодо
- НетБинс
- ПХПСторм

- Мајкрософтов Визуелни Студио

И следећи уређивачи текста:
- Атом
- Имакс
- Ноутпед++
- Сублајм Текст
- ТекстМејт
- вим

## Синтакса
Твиг дефинише три врсте граничника:
- {% ... %}, који се користи за извршавање наредби, као што су for петље.
- {{ ... }}, који се користи да прикаже садржај променљивих или резултат израчунавања израза (нпр. наслеђен Твиг шаблон са {{ parent() }}).
- {# ... #}, који се користи да се додају коментари у шаблону. Ови коментари се не приказују на страници.

Апостроф (') је излазни знак.
Приоритет оператора иде одмањег ка већем приоритету:
| Оператор    | Улога                                         |
| ----------- | --------------------------------------------- |
| b-and       | Булова променљива и                           |
| b-xor       | Ексклузивно или                               |
| b-or        | Булова променљива или                         |
| or          | Или                                           |
| and         | И                                             |
| ==          | Једнако                                       |
| !=          | Различито                                     |
| <           | Мање                                          |
| >           | Веће                                          |
| >=          | Веће или једнако                              |
| <=          | Мање или једнако                              |
| in          | у                                             |
| matches     | Одговара                                      |
| starts with | Почиње са                                     |
| ends with   | Завршава се са                                |
| ..          | Низ(нпр: 1..5)                                |
| +           | Плус                                          |
| -           | Минус                                         |
| ~           | Надовезивање                                  |
| *           | Множење                                       |
| /           | Дељење                                        |
| //          | Дељење са заокруживањем на мањи број          |
| %           | Модуо                                         |
| is          | Тест (нпр: is defined или is not empty)       |
| **          | Степен                                        |
| \|          | Филтер                                        |
| []          | Улаз у низ                                    |
| .           | Атрибут или метод објекта (нпр: country.name) |

## Пример
Пример испод демонстрира основне могућнсоти Твига.
```
{%
 
extends
 
"base.html"
 
%}

{%
 
block
 
navigation
 
%}

    
<
ul
 
id
=
"navigation"
>

    
{%
 
for
 
item
 
in
 
navigation
 
%}

        
<
li
>

            
<
a
 
href
=
"
{{
 
item.href
 
}}
"
>

                
{%
 
if
 
item.level
 
==
 
2
%}
&nbsp;&nbsp;
{%
 
endif
 
%}

                
{{
 
item.caption
|
upper
 
}}

            
</
a
>

        
</
li
>

    
{%
 
endfor
 
%}

    
</
ul
>

{%
 
endblock
 
navigation
 
%}

```